# جيب عنقي
ينمو الفك السفلي والقوس اللاميَّة بشكلٍ أسرع من الأجزاء الخلفية، وينتج عنه أن الثاني يتداخل، لحدٍ معين، مع الأول، وكذلك تكوين منخفض عميق يسمى الجيب العنقي على كلٍ من جانبي الرقبة.
يكون هذا الجيب مربوطًا من الأمام بواسطة قوس اللاميَّة، ومن الخلف عن طريق جدار الصدر؛ وينسد هذا الجيب في النهاية من خلال اندماج جدرانه.

## صور إضافية

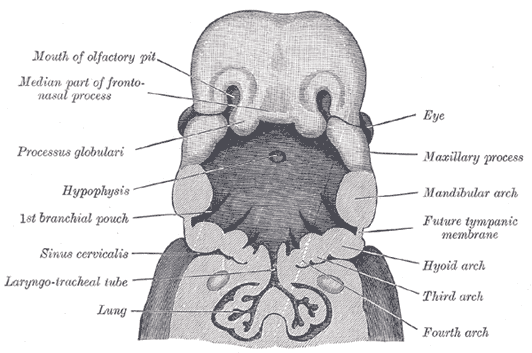
صورة لرأس ورقبة جنين الإنسان يبلغ من العمر 32 يومًا، مشاهدة من السطح البطني.